# Privateer 2: The Darkening
Privateer 2: The Darkening è il seguito di Wing Commander: Privateer, sviluppato da Origin Systems e pubblicato da Electronic Arts nel 1996. Come altri titoli della serie, in questo episodio sono presenti spezzoni video fra le parti di gioco vero e proprio: il protagonista è Clive Owen, mentre sono presenti in altre parti Mathilda May, John Hurt, Christopher Walken, Brian Blessed, Amanda Pays, David Warner e Jürgen Prochnow.